# 視界戰
是一部2018年英國科幻驚悚片，由安德魯·尼可執導兼編劇，克萊夫·歐文和亞曼達·塞佛瑞主演。其劇情主要描述一名警探在緝凶的過程中，發現一名女駭客很可能是破案的關鍵。該片於2018年5月4日在Netflix上發行，而臺灣則於同天在戲院上映。

## 劇情
故事設定於2030年的未來都市，政府為了降低犯罪率而將市民在一出生便在瞳孔植入晶片，只要市民所見之物都能透過雲端來即時監控。一位名為薩爾·弗瑞斯蘭的警探在追擊一宗謀殺案的同時，他發現了一位女駭客，而這名女性很可能就是破解案件並找出真兇的關鍵。

## 演員
- 克萊夫·歐文 飾 薩爾·弗瑞斯蘭（Sal Frieland）[2]
- 亞曼達·塞佛瑞 飾 亞儂（Anon）[2]
- 科魯姆·費奧瑞 飾 查爾斯·蓋提斯（Charles Gattis）
- 松雅·瓦格爾（英语：Sonya Walger） 飾 克莉絲汀（Kristen）
- 馬克·歐布萊恩（英语：Mark O'Brien (actor)） 飾 希拉·佛瑞爾（Cyrus Frear）
- 喬·平格（英语：Joe Pingue） 飾 李斯特·古德曼（Lester Goodman）
- 艾多·戈爾德伯格（英语：Iddo Goldberg） 飾 喬瑟夫·克尼克（Joseph Kenik）
- 賽巴斯汀·皮格特（英语：Sebastian Pigott） 飾 瓦迪（Vardy）
- 瑞秋·羅伯茲（英语：Rachel Roberts (model)） 飾 卡珊德拉（Cassandra）
- 艾莉森·貝斯 飾 應召女郎（Krystal）

## 製作
2016年1月28日，據報導，克萊夫·歐文將於一部未來世界背景的科幻片中飾演偵探的角色，該片由安德魯·尼可執導。2016年3月8日，亞曼達·塞佛瑞加入擔任主演，她將在片中飾演一名無法被警方追蹤的女性。主要拍攝於2016年9月初在紐約市開始進行。

## 發行
該片在美國由Netflix定於2018年5月4日發行，而臺灣則於同天以院線的方式上映。

## 外部連結
- 互联网电影数据库（IMDb）上《視界戰》的资料（英文）
- 爛番茄上《視界戰》的資料（英文）
- Metacritic上《視界戰》的資料（英文）
- AllMovie上《視界戰》的资料（英文）
- 開眼電影網上《視界戰》的資料（繁體中文）
- 时光网上《視界戰》的資料（简体中文）
- 豆瓣电影上《視界戰》的資料 （简体中文）